# Michael López-Alegría
Michael Eladio López-Alegría (* 30. května 1958 v Madridu, Španělsko), původně letec Námořnictva USA je od března 1992 americkým astronautem, členem oddílu astronautů NASA, 333. člověk ve vesmíru. Zúčastnil se celkem pěti misí, poprvé v roce 1995 na palubě raketoplánu Columbia, krátkodobé lety raketoplánem Space Shuttle si zopakoval v roce 2000 a 2002 během výstavby Mezinárodní vesmírné stanice (ISS). Počtvrté do vesmíru a potřetí na ISS se dostal jako člen Expedice 14, tentokrát v ruském Sojuzu a na dlouhodobé misi dlouhé 215 dní. Také v roce 2022 pobýval 16 dní na Mezinárodní vesmírné stanici (ISS) během kosmického letu Axiom Mission 1 a na stejné místo se vrátil také počátkem roku 2024 při letu Axiom Mission 3. Během svých šesti letů strávil ve vesmíru necelých 297 dní.

## Život

### Voják
Michael López-Alegría se narodil ve španělském Madridu, rodina se později přestěhovala do Kalifornie. Zde také, ve městě Mission Viejo, v roce 1976 ukončil střední školu. Roku 1980 získal bakalářský titul na Námořní akademii (U.S. Naval Academy). Poté od roku 1981 sloužil ve vojenském letectvu, v letech 1983-86 ve Španělsku, létal na námořních hlídkových letadlech Orion EP-3E. Od roku 1986 studoval současně ve škole zkušebních letců námořnictva v Patuxent River v Marylandu a na U.S. Naval Postgraduate School, kterou ukončil s titulem magistra roku 1988. Potom do roku 1992 pracoval v Leteckém zkušebním středisku námořnictva (Naval Air Test Center).

### Astronaut NASA
Přihlásil se do 13. náboru astronautů NASA roku 1989, kdy se ale přijat nebyl. V roce 1991 se zúčastnil 14. náboru, napodruhé uspěl, a od 31. března 1992 se stal členem oddílu astronautů NASA. Absolvoval roční všeobecnou kosmickou přípravu a získal kvalifikaci letový specialista.
Záhy po skončení základního výcviku byl zařazen do posádky letu STS-73. Do vesmíru odstartoval na palubě raketoplánu Columbia 20. října 1995. Raketoplán přistál po 15 dnech, 21 hodinách a 53 minutách letu dne 5. listopadu 1995.

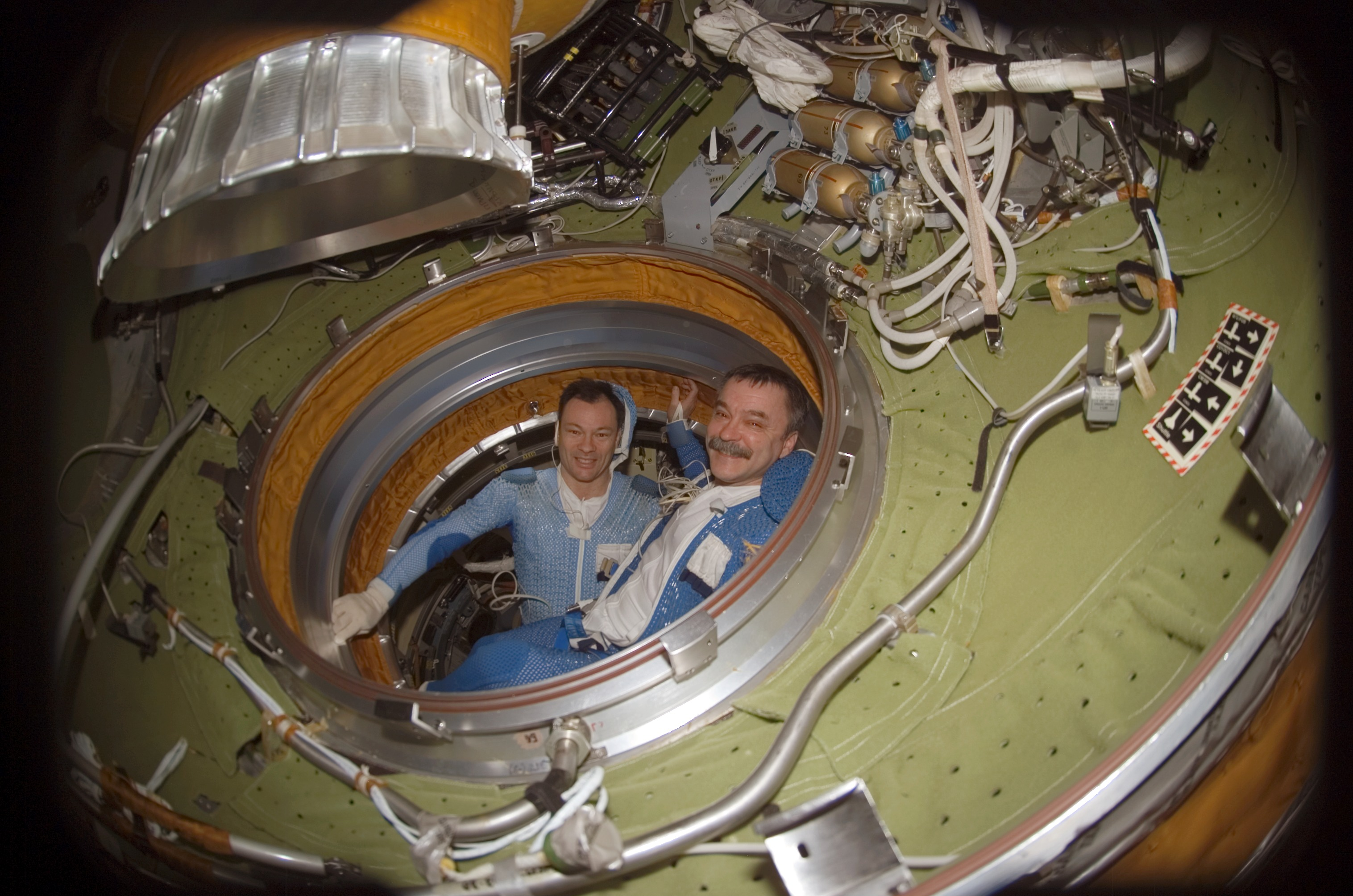
López-Alegría a Ťurin se připravují na výstup do kosmu z modulu Pirs, únor 2007

Po letu byl vyslán do Střediska přípravy kosmonautů ve Hvězdném městečku ve funkci představitele NASA.
V červnu 1997 byl zařazen do posádky letu STS-92. Mise k Mezinárodní vesmírné stanici (ISS) proběhla ve dnech 11. – 24. října 2000, byla poslední před trvalým osídlením stanice. Při dvou výstupech na povrch stanice během montážních prací strávil v otevřeném vesmíru 14 hodin a 3 minuty.
Potřetí vzlétl do vesmíru na palubě raketoplánu Endeavour při letu STS-113 ve dnech 24. listopadu až 7. prosince 2002. Cílem letu byla výměna posádky a pokračování ve výstavbě stanice. Tři výstupy do kosmu Lópeze-Alegríi trvaly celkem 19 hodin a 55 minut.

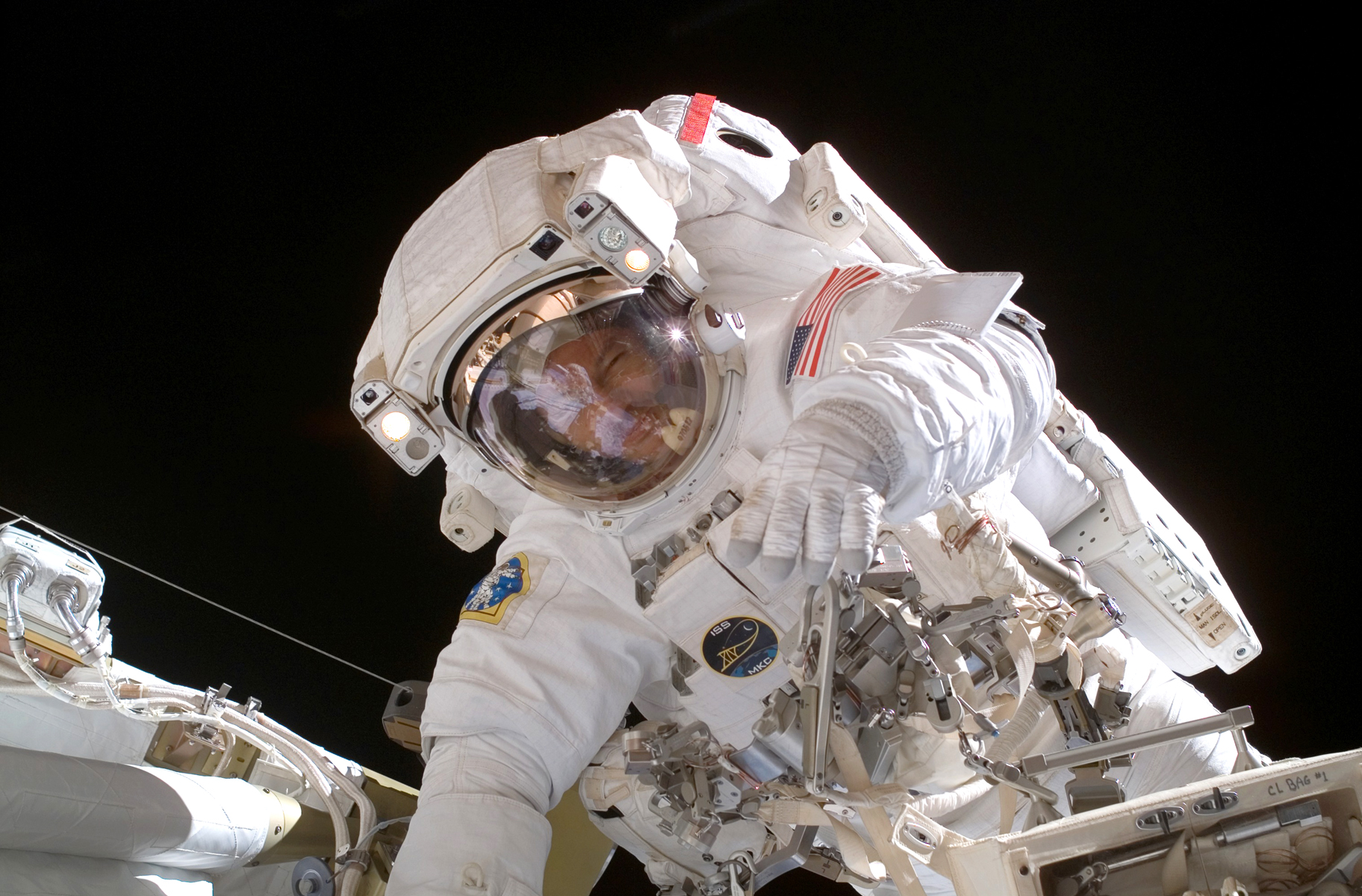
López-Alegría při výstupu na povrch ISS, 8. února 2007

V lednu 2004 byl jmenován velitelem záložní posádky Expedice 14 na ISS. V září 2005 nahradil Jeffreyho Williamse, velitele hlavní posádky téže expedice.
Počtvrté vzlétl do vesmíru 18. září 2006 v ruském Sojuzu TMA-9. Na ISS pracoval společně s Rusem Michailem Ťurinem a Němcem Thomasem Reiterem, kterého v prosinci nahradila Sunita Williamsová. Během pobytu na ISS pětkrát vystoupil do vesmíru, celkem na 33 hodin a 42 minut. Dvojice López-Alegría, Ťurin přistála 21. dubna 2007 po 215 dnech, 8 hodinách a 23 minutách letu.

### Manažer v kosmickém průmyslu
López-Alegría odešel z NASA 12. března 2012, v den, kdy byl jmenován prezidentem Federace komerčních kosmických letů (Commercial Spaceflight Federation). V této funkci usiloval o přijetí příznivé veřejné politiky ve prospěch soukromých aktivit v kosmickém průmyslu, a to jak v Kongresu USA, tak v oborových veřejných agenturách včetně NASA a FAA (Federální úřad pro letectví). Později působil také v několika poradních orgánech a výborech veřejných i soukromých organizací, včetně Výboru pro výzkum a provoz člověka Poradního sboru NASA a Poradního výboru pro komerční vesmírnou dopravu při FAA.
Nabytých zkušeností využil, když se v roce 2017stal ředitelem obchodního rozvoje ve společnosti Axiom Space, jejímž cílem je vybudování vlastního orbitálního segmentu na ISS a později samostatné soukromé vesmírné stanice.

### Astronaut Axiom Space
V březnu 2022 byl v Axiom Space jmenován vedoucím astronautem. A už o pár týdnů později se vrátil na ISS při své páté vesmírné misi. Jako jediný profesionální astronaut na palubě velel třem vesmírným turistům, kteří spolu s ním tvořili posádku prvního letu v rámci programu společnosti. Let Axiom Mission 1 byl zahájen startem 8. dubna 2022 a pokračoval připojením ke stanici o den později. Odlet první návštěvní posádky dopravené na ISS soukromou lodí Crew Dragon byl plánován na 18. dubna a návrat na Zemi na 19. dubna 2022. Kvůli špatnému počasí v možných lokalitách pro přistání byl ovšem několikrát odložen a uskutečnil se až 25. dubna po 17 dnech, 1 hodině a 49 minutách letu.
V lednu 2024 se vydal k druhému letu pro Axiom Space, a k šestému celkem. Jako velitel posádky Axiom Mission 3 se třemi komerčními astronauty včetně historicky prvního astronauta z Turecka (Alper Gezeravci) odstartoval 18. ledna 2024. K iSS doletěli za 36 hodin a 20. ledna 2024 se připojili k jejímu přednímu portu na modulu Harmony. Zpět na Zemi se po několika odkladech kvůli počasí v místě možných lokalitách přistání vydali 7. února 2024 ve 14:20 UTC přistáli ve vodách Atlantského oceánu poblíž města Daytona Beach 9. února 2024 ve 13:30 UTC. Všichni si připsali celkem 21 dní, 15 hodin a 41 hodin kosmického letu.